# (1804) Chebotarev
(1804) Chebotarev – planetoida z grupy pasa głównego planetoid okrążająca Słońce w ciągu 3 lat i 272 dni w średniej odległości 2,41 au Została odkryta 6 kwietnia 1967 roku w Krymskim Obserwatorium Astrofizycznym w Naucznym na Półwyspie Krymskim przez Tamarę Smirnową. Nazwa planetoidy pochodzi od Gleba Aleksandrowicza Czebotariewa (1913–1975), radzieckiego astronoma, dyrektora Instytutu Astronomii Teoretycznej. Przed nadaniem nazwy planetoida nosiła oznaczenie tymczasowe (1804) 1967 GG.